# Jikulumessu
Jikulumessu: Abre o Olho är en angolansk telenovela (såpopera) producerad av Semba Comunicação och sändes i Angola från 20 oktober 2014 till 10 maj 2015, med totalt 175 avsnitt, med sändningstid kl. 21.  
I Brasilien sändes programmet på TV Brasil mellan 25 maj 2017 och 9 november 2017, klockan 20:30. 
Denna internationellt prisbelönta angolanska produktion har även sänts över hela Afrika med översättningar till engelska och franska på kanaler som Canal + och Africa Magic, samt sänts i Frankrike och andra fransktalande områden via kanalerna på France Telévisions .  .  

## Historia
Allt startar 1998, med DN 17 år gamla Joel Kapala. Den unga mannen kommer in på en av de mest prestigefyllda högskolorna i Luanda, vilket kommer att orsaka konflikter mellan Kapala-familjen, med sin mamma Laura Kapala vid sin sida och sin far, Joel Kapala (ägare av en bilverkstad) som motståndare.  
I skolan har Joel varit ett offer för mobbning, vilket får den unge mannen att svära vid att han en dag kommer att hämnas. Detta är ledmotivet för en berättelse som kommer att involvera hat, kärlek och svek. 

## Utmärkelser
| År   | Pris                             | Kategori                  | Resultat  |
| ---- | -------------------------------- | ------------------------- | --------- |
| 2015 | Seoul International Drama Awards | Bästa dramaserie          |           |
| 2015 | International Emmy               | Bästa såpopera            | Nominerad |
| 2017 | FESPACO                          | Bästa afrikanska TV-serie | Nominerad |
| 2017 | Screens noirs                    | Bästa TV-serie            | Nominerad |

## Internationell visning
| Land      | Kanal              | Titel                                                                                           |
| --------- | ------------------ | ----------------------------------------------------------------------------------------------- |
| Angola    | Internationell TPA | Jikulumessu - Abre O Olho                                                                       |
| Portugal  | RTP 1              | Abre O Olho (26 maj 2015) måndag till fredag men visades till en början från tisdag till fredag |
| Brasilien | TV Brasil          | Jikulumessu                                                                                     |
| Frankrike | A +                | Jikulumessu                                                                                     |
| Nigeria   | Africa Magic       | Jikulumessu                                                                                     |

- En produktion av Semba Comunicação*